# Nyodes tarara
Nyodes tarara är en fjärilsart som beskrevs av Holland 1893. Nyodes tarara ingår i släktet Nyodes och familjen nattflyn. Inga underarter finns listade i Catalogue of Life.